# Jean Lissar
Pour les articles homonymes, voir Lissar.
Jean Lissar est un homme politique français, né le 6 février 1871 à Rosario (Argentine) et mort le 3 octobre 1943 à Hasparren (Basses-Pyrénées).

## Biographie
Né en Argentine d'une famille basque émigrée, Jean Lissar revient en France dans son enfance pour suivre des études au collège catholique de garçons Sainte-Marie à Saint-André-de-Cubzac à partir de 1890. Il fait ses études de médecine, obtient un doctorat en médecine, et s'installe en 1908 à Hasparren.
- conseiller général du canton d'Hasparren de 1920 à 1940 ;
- maire d'Hasparren de 1925 à 1943 ;
- député des Basses-Pyrénées de 1928 à 1934 ;
- sénateur des Basses-Pyrénées de 1934 à 1940.